# Wladimir Nikolajewitsch Jurewitsch
Wladimir Nikolajewitsch Jurewitsch (russisch Владимир Николаевич Юревич; * 15. Februar 1869 in Sankt Petersburg; † 2. Oktober 1907 in Kiew) war ein russischer Schachspieler und Journalist.

## Leben
Jurewitsch wurde in einer Adelsfamilie geboren. Sein Vater erreichte den Rang eines Wirklichen Staatsrates. Er wurde im Pagenkorps in Sankt Petersburg ausgebildet, strebte jedoch keine militärische Karriere an und wandte sich der Literatur und dem Journalismus zu. 1899 veröffentlichte er einen Lyrikband Stichotworenija. Neben anderen Tätigkeiten leitete er die Schachrubrik in Nowosti und Schiwopisnoje obosrenije.
Er begann früh mit dem Schach und spielte ab 1888 im Café Dominique, auch in den Morgenstunden vor dem Arbeitsbeginn. Obwohl er nur selten an Turnieren teilnahm, erzielte er meist gute Ergebnisse. So gewann er 1898 ein Turnier (II. und III. Kategorie) im Café Dominique mit 6,5 Punkten aus 7 vor Sergei Lebedew. Im April 1901 teilte er den vierten Platz hinter Grigori Helbach, Lebedew und Hermann Clemenz bei einem Turnier, das vom Verein von Freunden des Schachspiels organisiert wurde. Im September 1903 spielte er beim III. All-Russischen Meisterturnier in Kiew mit. In der ersten Runde gewann Jurewitsch eine Partie gegen Michail Tschigorin, zwei weitere Siege gegen Stepan Lewitski und Emanuel Schiffers folgten in den nächsten Tagen. Mit Weiß spielte er in der Regel die Bird-Eröffnung, mit Schwarz die Caro-Kann-Verteidigung. In der Abschlusstabelle belegte er den dritten Platz hinter Tschigorin und Ossip Bernstein.
Das Turnier verlief alles andere als reibungslos. In der neunten Runde verlor Jurewitsch nach 23 Zügen gegen Abram Rabinowitsch. Sein Einspruch gegen das aus seiner Sicht unfaire Verhalten Rabinowitschs blieb ohne Erfolg. Zu einem neuen Zwischenfall kam es in der siebzehnten Runde. Vom Mitglied des Turnierkomitees Bostanschoglo war zuvor ein Preisgeld in Höhe von 100 Rubel ausgelobt für den schönsten Sieg mit den weißen Steinen in der Spanischen Partie. Jurewitsch hielt seine Partie gegen Lebedew für preiswürdig. Tschigorin behauptete im Kommentar in Nowoje Wremja unter anderem, dass die Eröffnung der „glänzenden“ Partie ihm schon vor einigen Tagen gezeigt wurde. In einem Brief an den Herausgeber der Nowoje Wremja bestritt Jurewitsch alle Vorwürfe und drohte Tschigorin mit rechtlichen Konsequenzen. Der Preis wurde schließlich nicht vergeben.
Als Journalist verfasste Jurewitsch Feuilletons und Gedichte, in denen er die zaristische Selbstherrschaft und ihre Institute scharf attackierte. Wegen seiner politischen Tätigkeit wurde er von der Polizei ständig verfolgt. Er saß im Kresty-Gefängnis in Sankt Petersburg und wurde in Moskau zum Verhör bestellt. Nach der Revolution 1905 radikalisierte er sich zusehends. Er spielte kaum Schach mehr und sprach sich gegen die Austragung des IV. All-Russischen Meisterturniers 1906, da er diese unter den gegebenen Umständen für unpassend hielt. Jurewitsch verstarb im Oktober 1907 im Kiewer Gefängnis Lukjanowskaja, nachdem er vor einigen Monaten zu einem Jahr Haft verurteilt worden war.